# Qasım İsmayılov
Qasım İsmayılov è un comune dell'Azerbaigian situato nel distretto di Şəmkir.